# Laccoptera schawalleri
Laccoptera schawalleri là một loài bọ cánh cứng trong họ Chrysomelidae. Loài này được Medvedev in Medvedev & Zaitsev miêu tả khoa học năm 1993.